# A háló alatt
A háló alatt Iris Murdoch első, 1954-ben írt regénye. A könyv megjelenése előtt az írónő nevét még csak az Oxfordi Egyetem filozófiai tanszékén ismerték, mint jeles Sartre-kritikust. A könyv végül nemzetközi hírnévhez juttatta. A pikareszk mélyén rejlő mély filozófiai üzenet Murdoch egyik legismertebb regényévé tették „A háló alatt”-ot. Könyvét Murdoch Raymond Queneau számára dedikálta, akinek Angol Park című regénye egy jelenet erejéig említésre kerül. A könyvet az American Modern Library a 20. század 100 legkiválóbb angol nyelvű regénye közé választotta.

## Története

### 1–5. fejezet: Kidobva
|  | Alább a cselekmény részletei következnek! |

Jake egy franciaországi útjáról érkezik vissza Londonba. Itt értesül barátjától, Finntől, hogy társuk, Madge, akivel eleddig fizetésmentesen béreltek közös lakást, mindkettejüket kidobta, hogy maga mellé költöztesse legújabb szeretőjét, Sammyt, egy tehetős bukmékert.
Mrs. Tinckham boltjában Jake arról is értesül, hogy az idős üzletasszonyra bízott kéziratokból csupán egy hiányzik: egy Jean-Pierre Breteuil regény fordítása, melyet Jake egy beígért pénzjutalom ellenében készített el.
Hogy Jake mielőbb lakást szerezzen, felkeresi régi barátját, a filozófus Dave-et, aki egy politikai találkást követően ugyan elutasító, de megengedi, hogy Jake nála hagyja a bőröndjét.
Finn ezután Annát, Jake egykori szerelmét javasolja. Jake végül a Hammersmith sétányon, a Folyóparti Némajáték Színháznál leli fel Annát, egy "óriási bombasérült játékboltnak" kinéző öltözőszobában. Anna látszólag örül a találkozásnak, de mikor Jake a karrierjéről kérdezi, erős bizonytalanság érződik ki a viselkedéséből. Anna azt ajánlja Jake-nek, keresse fel a nővérét, a filmsztár Sadie-t segítségért, s miután elmegy, Jake az egész éjszakát az öltözőben tölti.
A következő reggelen Jake a fodrászánál keresi fel Sadie-t, aki megkéri, őrködjön a lakásán, amíg ő Hugo Belfounder, egy korábbi gyári munkás, mostanság filmmágnásként tevékenykedő hódoló elől rejtőzködik.
Hugo Jake egykori barátja volt. Egy nátha ellen folyó kísérlet során találkoztak össze, s együtt tartózkodásuk alatt hosszas filozófiai beszélgetések és viták zajlottak le közöttük, melyek később Jake könyvének, A hangtompítónak adták a magját. Mivel Hugo a nyelvet hazugnak vélte, Jake a könyvét egyfajta árulásnak minősítette barátja ellen, és nem sokkal a regény publikálását követően megszakította a kapcsolatot Hugóval.
Jake visszamegy Madge-hez, hogy magával vigye a rádióját. Ott találkozik Sammy-vel, aki iránt hatalmas düh gerjed benne. Sammy azonban meglepően barátságosnak tűnik, még pénzt is ajánl Jake-nek. Telefonon fogadást tesznek egy lóra, amelyet megnyernek. Ekkor Sammy megígéri Jake-nek, csekkben eljuttatja hozzá a nyert összeget.

### 6–10. fejezet: Anna és Hugo
Mialatt Jake Sadie lakásán tartózkodik, megilletődve fedezi fel A hangtompító egy példányát Anna könyvespolcán – vajon Hugo adhatta neki? Egy Hugótól érkező telefonhívást követően Jake, rájön, hogy Sadie bezárta őt a lakásba. Az ablakon át kéri Finn és Dave segítségét, és nagy nehezen sikerül is kiszöktetni őt a lakásból.
Ezt követően Jake elszántan keresni kezdi Hugót. Elképzelése szerint Hugo időközben beleszeretett Annába, és ő adta a nőnek a Némajáték Színház ötletét is.
A három férfi taxit fog a Holborn Viadukt felé. Hugo lakásának ajtaját nyitva találják, az ajtón egy felirattal: A kocsmába mentem. Ezt egy kocsmai kisiklás követi. Bár Hugót továbbra sem találják, mindhárman részegre isszák magukat.
A Vargák Kocsmájában találkoznak Lefty-vel, a politikai aktivistával. Miután Lefty egyfajta szocialista katekizmusra inti Jake-et, Dave kivételével mindannyian megfürdenek a Temzében.
A következő reggelen Dave megkésve átnyújtja Jake-nek Anna levelét, amelyben a nő egy mihamarabbi találkozásra sürgeti a férfit. Jake a Folyómenti Némajáték Színházhoz rohan, de mindannyian elpakoltak, és Anna is elment. Feldúltan hajt el egy teherkocsival, amely az egykori öltözőszoba kellékeit szállítja.
Hogy elcsenje A hangtompító példányát, Jake visszatér Sadie lakásához, de az ajtó felé közeledve meghallja a nő és Sammy közötti beszélgetést. Félve a tanácstalan szomszédok haragjától, Jake arra a következtetésre jut, hogy Sadie és Sammy filmjavaslattá kívánják tenni a Le Rossignol de Bois fordítását, anélkül, hogy bármiféle elégtételt juttatnának neki ezért. Jake nagyon mérges lesz.

### 11–13. fejezet: Mars, a hollywoodi állatfilmek csillaga
|  | Itt a vége a cselekmény részletezésének! |

## Karakterek
A könyv – melynek színtere a londoni utcák és lakások forgataga – hőse Jake Donaghue, egy küzdelmes, ennek ellenére gondtalan életű író, aki Jean-Pierre Breteuil könyveinek fordításából próbálja fenntartani magát, valamint Hugo Belfounder, egy idealista világnézetű pacifista.
Jake az egzisztencialista regényalakok archetípusa. Afféle lézengő művészalak ő, aki az élet kulcsát az egyszeri élvezetek hajszolásában látja. Bolyongásai fizikai és spirituális szinten egyaránt tetten érhetők. Miközben folytonos kétkedéssel szemléli a világot maga körül, értetlenül sodródik a baráti és szerelmi kapcsolatok szövevényeiben. Ahogy a regény cselekményei egyre izgalmasabb fordulatokat vesznek, úgy mondanak csődöt a Jake által megfogalmazódott élettörvények, igazságok. Jake úgy érzi, ahhoz, hogy helye legyen a világban, nem elég mindent a felszínes oldaláról szemlélni, történetének minden karakterét, azok gondolkodási mechanizmusát, jellemváltozásait kimerítő pontossággal kell ismernie. Hugo a regény központi figurája. Ő a Jake által idealizált barát és lelki szövetséges. Szerepe prófétai jellegű, aki a bonyodalmak során, ahelyett, hogy a megnyugtatónak vélt tévhitekbe ringatná Jake-et, mindinkább elbizonytalanítja őt, felidézve benne az érzelmek káoszát. Rögtön barátságuk kezdetén kiábrándítja a hőst, szinte a képéve vágva: minden kimondott szó hamisnak mondható, az igazság egy mélyebb spirituális rétegben lelhető fel csupán. Hugo, hasonlóan Jake-hez, egy eltévedt ember, aki hátat fordítva a társadalmi elvárásoknak, kilép a munkahelyéről, lemond minden anyagi juttatásról, és mesteremberként éli tovább az életét. Hugo a Jake által felvázolt realitás ellenpólusát képviseli. Megfogalmazása szerint bárhogyan igyekszünk megérteni életünk eseményeit, az abban szerepet játszó embereket, szituációkat, minduntalan falakba ütközünk, hiszen ezekhez "sohasem juthatunk közel, bármennyire is igyekeznénk elúszni a háló alatt."

### A regény egyéb alakjai
- Finn – Jake távoli unokatestvére
- Madge – gépíró
- Sammy – gazdag bukméker
- Mrs. Tinckham – macskás üzletvezető
- Dave – zsidó anti-metafizikus filozófus
- Lefty – az Új Független Szocialista Párt vezetője
- Anna – énekesnő
- Sadie – filmsztár

## Magyarul
- A háló alatt; ford., bev. Báti László; Magvető, Bp., 1971 (Világkönyvtár)